# تلسکوپ تصویربرداری فرابنفش فرین
تلسکوپ تصویربرداری فرابنفش فرین (انگلیسی: Extreme ultraviolet Imaging Telescope) که به اختصار EIT نامیده می‌شود، یک ابزار علمی نصب‌شده بر روی فضاپیمای رصد خورشیدی و هورسپهری (سوهو) (SOHO) است که برای تصویربرداری با قدرت تفکیک بالا از تاج ستاره‌ای خورشید در طول موج فرابنفش ساخته شده است. تلسکوپ تصویربرداری فرابنفش فرین در چهار طول موج ۱۷٫۱، ۱۹٫۵، ۲۸٫۴، و ۳۰٫۴ نانومتر به نور حساس است که این بازه‌های طول موج به‌ترتیب مربوط به نور تولیدشده توسط آهن بسیار یونیزه (XI)/(X)، (XII)، (XV) و هلیوم (II) است. تلسکوپ تصویربرداری فرابنفش فرین (EIT) به صورت یک تلسکوپ منفرد با ساختار ربع به آینه‌های ورودی ساخته شده است: هر ربع رنگ متفاوتی از نور فرابنفش فرین (EUV) را بازتاب می‌دهد، و طول موجی که باید رصد شود توسط یک شاتر انتخاب می‌شود که نور را از همه به جز ربع مورد نظر تلسکوپ اصلی مسدود می‌کند.